# Ziliola dei Bonacolsi

Stemma dei Bonacolsi

Ziliola dei Bonacolsi (Mantova, ... – Cremona, 1349) è stata una nobile italiana.

## Biografia
Conosciuta anche come Gigliola, era l'ultimogenita di Bonaventura dei Bonacolsi detto Butirone, podestà di Modena e di Bonella Cavalcabò, figlia di Carlo Cavalcabò, marchese di Viadana.
Dopo il colpo di Stato del 1328 che portò i Gonzaga al dominio di Mantova cacciando i Bonacolsi, Ziliola, rifugiatasi a Cremona presso la famiglia materna, rimase l'unica superstite ed erede delle immense proprietà della nobile casata. Morì nel 1349 e per testamento lasciò le sue ricchezze agli eredi, che già nel 1353 iniziarono a vendere. Nel 1355 venne perfezionato l'acquisto della Magna Domus e del Palazzo del Capitano di Mantova da parte dei figli di Ludovico I Gonzaga, Filippino, Guido e Feltrino, nuovi signori della città.